# Godefroy Maurice de La Tour d’Auvergne

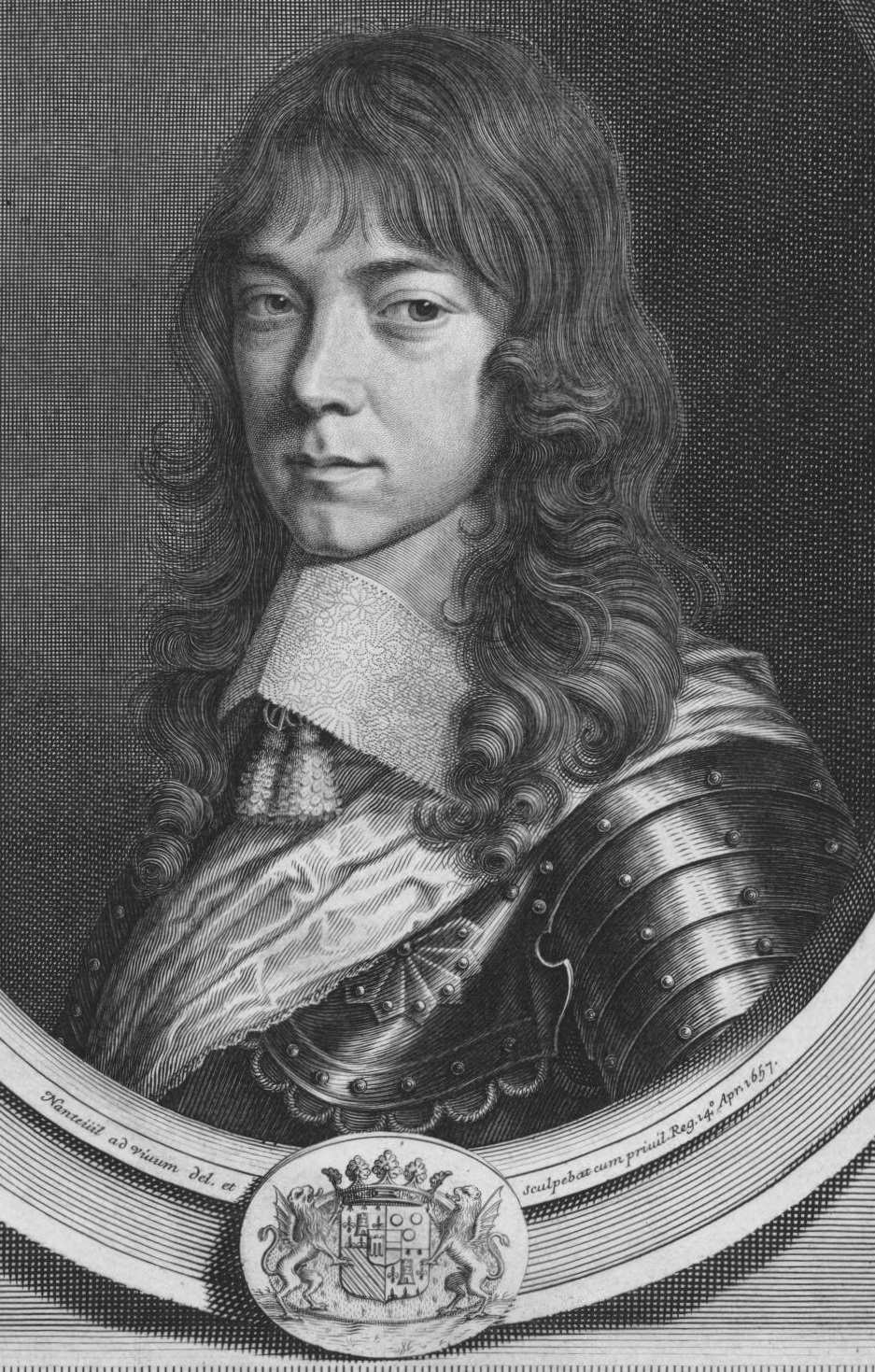
Godefroy Maurice de La Tour d'Auvergne, Porträt von Robert Nanteuil, 1657

Godefroy Maurice de La Tour d'Auvergne (* 21. Juni 1636; † 26. Juli 1721) war Duc de Bouillon, d’Albret et de Château-Thierry, Pair de France, Grand Chambellan de France, Prince de Sedan et de Raucourt, Comte d’Auvergne, d'Évreux et de Comte de Beaumont-le-Roger, Vicomte de Turenne et de Lanquais, Vidame de Tulle, Baron de Limeuil et de Montgascon, Gouverneur de la Haute et Basse Auvergne.
Das Amt des Grand Chambellan, eines der wichtigsten Großämter der Krone Frankreichs, hatte er von 1658 bis 1715 inne, also 57 Jahre lang, in denen er ausschließlich einem König, Ludwig XIV., diente; den Amtseid hierzu leistete er Anfang April 1658. Mit ihm begann eine Zeit von 137 Jahren, in denen das Amt innerhalb der Familie La Tour d’Auvergne vom Vater auf den Sohn weitergegeben wurde. In den Jahren 1671 bis 1700 war sein Bruder, der Cardinal de Bouillon, zudem Großalmosenier von Frankreich. 

## Biographie
Godefroy-Maurice de La Tour d’Auvergne ist der älteste Sohn von Frédéric-Maurice de La Tour d’Auvergne, Duc de Bouillon, Prince de Sedan et de Raucourt, und Éléonore Catherine Fébronie de Wassenaer de Bergh; er war ein Neffe des Marschalls Turenne. 1662 wurde er Herzog von Albret und Château-Thierry, Graf von Auvergne, Évreux, Beaumont-le-Roger etc. 1665 wurde er Pair de France. Das Herzogtum Bouillon erhielt er 1678 zurück, allerdings unter französischer Oberhoheit.
Als Militär kommandierte er das Regiment de Turenne bei der Belagerung von Dünkirchen (1646) und der Schlacht in den Dünen (1658). Er nahm an der Schlacht bei Mogersdorf in Ungarn (1664) teil, sowie an den Eroberungen von Tournai, Douai und Lille 1667. 1668 begleitete er den König bei der Eroberung der Franche-Comté, ab 1672 im Holländischen Krieg mit den Belagerungen von Maastricht, Besançon, Dole, Limbourg, Valenciennes, Cambrai und Gent. Zuletzt nahm er 1692 an der Belagerung von Namur während des Pfälzischen Erbfolgekriegs teil.
1681 erwarb er das Hôtel de la Baziniere am heutigen Quai Malaquais 17 (6. Arrondissement). Das Hôtel particulier wurde in Hôtel de Bouillon umbenannt und diente der Familie als Residenz. Die Salons, die die Herzogin abhielt, frequentierten u. a. Jean de La Fontaine, die Marquise de Sévigné, Madame de Lafayette, Pierre Corneille und Molière.

## Ehe und Familie
Godefroy Maurice de La Tour d’Auvergne heiratete am 20. April 1662 Maria Anna Mancini (* 1649, † 26. Juni 1714), Tochter von Michele Lorenzo Mancini und Geronima (Girolama) Mazzarini, somit eine Nichte von Kardinal Jules Mazarin. Ihre Kinder sind:
1. Louis, genannt le Prince de Turenne, * 14. Januar 1665, X 4. August 1692 nach der Schlacht bei Steenkerke in Enghien; ⚭ 26. Februar 1691 Anne Geneviève de Lévis, * Februar 1673, † 20. März 1727, Erbtochter von Louis Charles de Lévis, 5. Duc de Ventadour, Pair de France, und Charlotte de La Mothe-Houdancourt (Haus Lévis), sie heiratete in zweiter Ehe am 19. Februar 1694 Hercule Mériadec de Rohan, 1714 Duc de Rohan-Rohan, Pair de France, † 26. Januar 1749 (Haus Rohan)
2. Marie Elisabeth, genannt Mademoiselle de Bouillon, * 8. Juli 1666, † 24. Dezember 1725
3. Emmanuel Théodose, * 1668, † 16. (oder 17.) Mai 1730, 1696 8. Herzog von Bouillon, 1721 3. Duc d’Albret et de Château-Thierry, Comte d’Auvergne, d’Évreux et de Beaumont-le-Roger, Vicomte de Turenne, Pair de France, Gouverneur von Auvergne; ⚭ (1) 1. Februar 1696 Marie Armande Victoire de La Trémoille, * 1677, † 5. März 1717, Tochter von Charles Belgique Hollande de La Trémoille, 4. Duc de Thouars, Pair de France, 3. Duc de La Trémoille (Haus La Trémoille); ⚭ (2) 4. Januar 1718 Louise Françoise Angélique Le Tellier, * 1698, † 8. Juni 1719, Tochter von Louis François Le Tellier, marquis de Barbezieux, und Marie Thérèse Delphine d’Alègre (Le Tellier de Louvois); ⚭ (3) 26. Mai 1720 Anne Marie Christine de Simiane, * 1683, † 8. August 1722, Tochter von François Louis Claude Edmé de Simiane, Comte de Moncha, und Anne Thérèse de Simiane de Gordes; ⚭ (4) 21. März 1725 Louise Henriette Françoise Prinzessin von Lothringen-Harcourt, * 1707, † 31. März 1737, Tochter von Anne-Marie-Joseph de Lorraine Prince d‘Harcourt (Haus Guise)
4. Eugène Maurice, * 29. März 1669, † 22. November 1772
5. Tochter, * 11. Februar 1670
6. Tochter, * 6. Januar 1671
7. Frédéric Jules, genannt le Prince d’Auvergne, * 2. Mai 1672, † 28. Juni 1733, Seigneur de Lanquais et de Limeuil; ⚭ 17. Januar 1720 Olive Catherine de Trantes, * 1688, † 27. Dezember 1738, Tochter von Patrick de Trantes und Éléonore de Nagle-Monnanemie[4][5][6][7]
8. Louis Henri, genannt le Comte d’Évreux, * 2. August 1674, † 20. Januar 1753, Generalleutnant und Gouverneur von Île-de-France, baute das Hôtel d’Évreux, den heutigen Élysée-Palast; ⚭ 3. August 1707 Marie Anne Crozat, * 1696, † 11. August 1729, Tochter von Antoine Crozat, Marquis de Chastel, und Marguerite Le Gendre
9. Louise Julie, genannt la Mademoiselle de Château-Thierry, * 26. November 1679, † 21. November 1750; ⚭ 28. Juni 1698 François Armand de Rohan, genannt le Prince de Montbazon, † 26. Juni 1717 (Haus Rohan)

Nach dem Verlust des souveränen Fürstentums Sedan und dennoch im Status eines Prince étranger arrangierte Godefroy Maurice de La Tour d’Auvergne für zwei seiner Kinder Ehen mit den beiden anderen Familien im gleichen Status aus dem Haus Rohan und dem Haus La Trémoille.